# Воробьёвская улица (Калуга)
Воробьёвская улица — улица в исторической части Калуги, проходит продолжением улицы Ленина за улицу Кутузова к реке Ока до Набережной улицы. Одна из границ площади Старый Торг. Протяжённость улицы около 460 м.

## История
Запланирована на градостроительном плане Калуги 1778 года, вела от Гостиного двора к берегу Оки и далее к переправе через реку (с 1783 года в этом месте был плашкоутный мост) с выходом на дорогу в Киев и Орёл. Проходила мимо Церкви Георгия Победоносца на Воробьёвке.
Историческое название — Воробьёвская (Воробьёвский спуск), по одной из версий данное по воробьям, массово питавшимися здесь просыпавшимся с телег зерном, везомым через речную переправу в город на продажу.
У начала улицы от реки Ока стояла Казанская церковь (первое упоминание в 1626 году, в 1709—1717 перестроена в камне). Не менее древней была Крестовоздвиженская с Георгиевским приделом, церковь, впервые упоминаемая в описи 1625−1626 гг. (сгоревшая 1703 году, к 1719 была перестроена в камне, а в конце 1930-х разобрана, по другим сведения в 1930 х годах церковь только закрыли, а снесли в 1940-х)
В доме купцов Носовых (современный адрес — улица Кутузова, д. 2/1), построенном ещё в 1782 году с 1874 года находилось Управление Ряжско-Вяземской железной дороги (впоследствии Сызрано-Вяземская), где с августа по декабрь 1875 года в должности делопроизводителя коммерческого отделения служил писатель Г. И. Успенский, описавший свои впечатления от службы и жизни вКалуге в очерках «Неплательщики», «Книжка чеков», «Люди среднего образа мыслей», «На старом пепелище», «Будка», цикле «Овцы без пастыря» и фельетоне «Шила в мешке не утаишь».
С установлением советской власти улица была переименована в Проспект Дж. Маклина в честь шотландского революционера Дж. Маклина (1879—1923), но довольно скоро была объединена с соседней улицей Революции под её, ставшим общим, названием.
У конца улицы был построен речной порт.
В 1991 году историческое название улицы — Воробьёвская — было ей возвращено.
После строительства здания областной администрации вид улицы существенно изменился — был снесён участок исторической застройки, в значительной мере составленной старинными купеческими домами, вместе с ними снесли и холм Голгофа при Церкви Георгия Победоносца.

## Достопримечательности

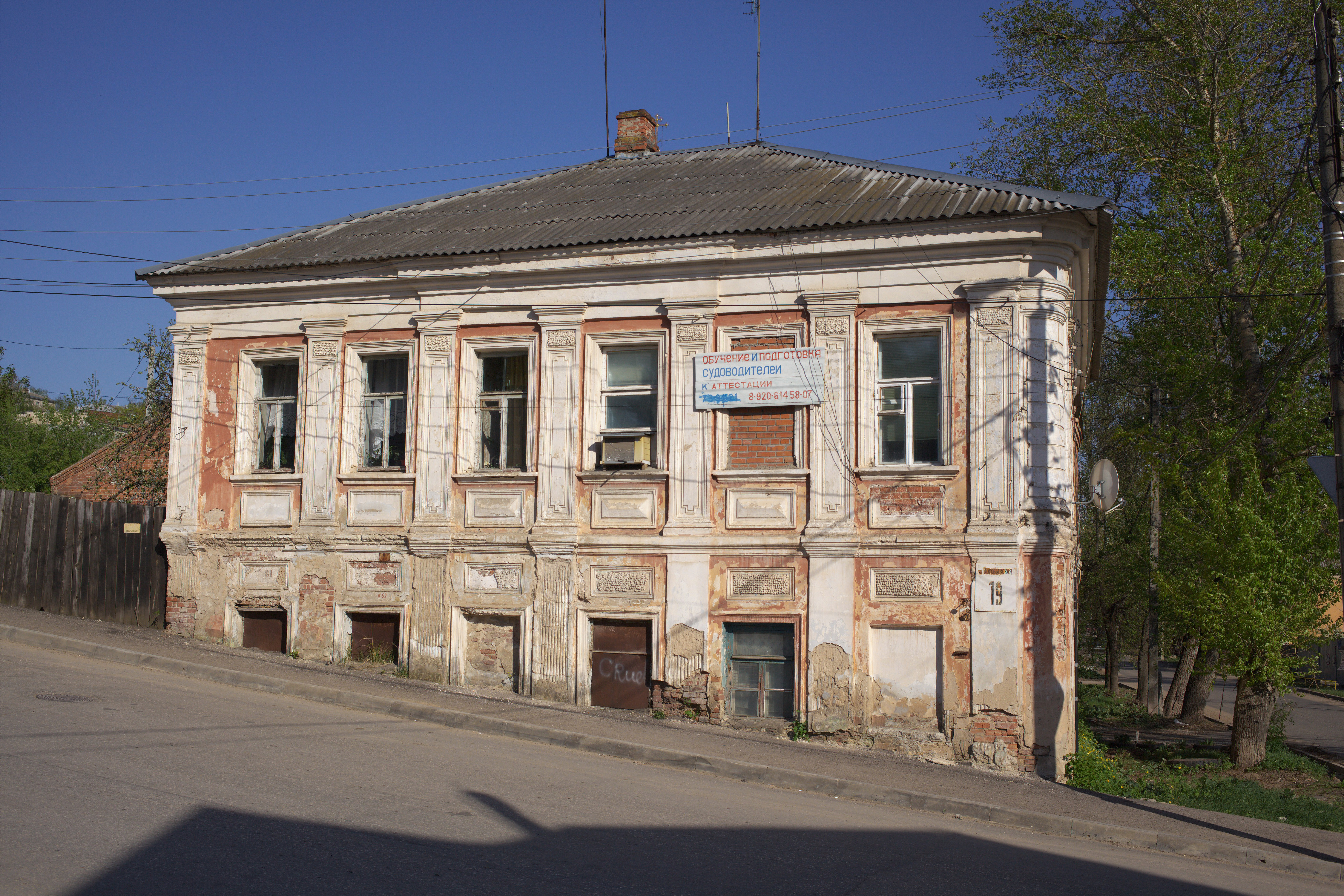
д. 19

д. 2 — Жилой дом
д. 3 — Жилой дом
д. 3а — Жилой дом
д. 4 — Жилой дом
д. 5 — Жилой дом
д. 7 — Жилой дом
д. 19 — Жилой дом
д. 26 — Дом Рябчиковых — Завериных

## Известные жители
д. 9 — Е. И. Киреев, главный архитектор Калужской области, (мемориальная доска).
д. 22 — Н. И. Вашков, советский государственный деятель, член комиссии ГОЭЛРО, (мемориальная доска)

## Улица в кинематографе
На улице снят эпизод фильма «Филер»